# Katalog (datorteknik)
En katalog eller mapp är i datorsammanhang en logisk enhet (ofta en speciell fil) som i ett filsystem grupperar andra filer och kataloger. Vanligtvis formar grupperingarna ett hierarkiskt träd. Katalogen är en gränssnittsmetafor som ska likna de verkliga, samlande objekten som kan återfinnas på ett kontor. I grafiska gränssnitt representeras också kataloger i filsystemet ofta med just bilder av dessa föremål.
Katalog eller mapp används också om andra motsvarande hierarkiska strukturer, till kexempel ifråga om e-post. Då behöver de kataloger användaren ser inte motsvaras av kataloger i datorns filsystem, även om de kan göra det.
Det kan ibland förekomma att den engelska synonymen folder (jämför folder) används i svenska i betydelsen katalog/mapp. Detta bruk stöds dock varken av Svenska datatermgruppen eller Svenska Akademiens ordlista.